# Burg Schönberg (Ostpreußen)
Die Burg Schönberg ist die Ruine einer Ordensburg des Deutschen Ordens im damals ostpreußischen Dorf Schönberg, heute Szymbark in Polen.

## Geschichte
Die Besitzungen von Schönberg gehörten dem Domkapitel von Marienwerder, womit ein Propst Schönberg vorstand. Die Burg wurde im Zeitraum 1301–1386 am Ufer des Haussees zur Sicherung des Gutes angelegt. Vom Preußischen Bund wurde sie im Dreizehnjährigen Krieg eingenommen und teilweise zerstört, verblieb aber im Thorner Frieden beim Orden. 1520 soll die Burg durch den Verrat des Kommandanten Nicolaus Schönhorn dem polnischen König übergeben worden sein. Nach der Gründung des Herzogtums Preußen wurde Burg Schönberg durch Albrecht I. an den evangelisch gewordenen Bischof von Pomesanien auf der Burg Marienwerder übergeben, der bereits zuvor die Burg innehatte. Dann kam sie an den Bischof des Samlandes, Georg von Polentz, der sie als Familienbesitz vereinnahmte.

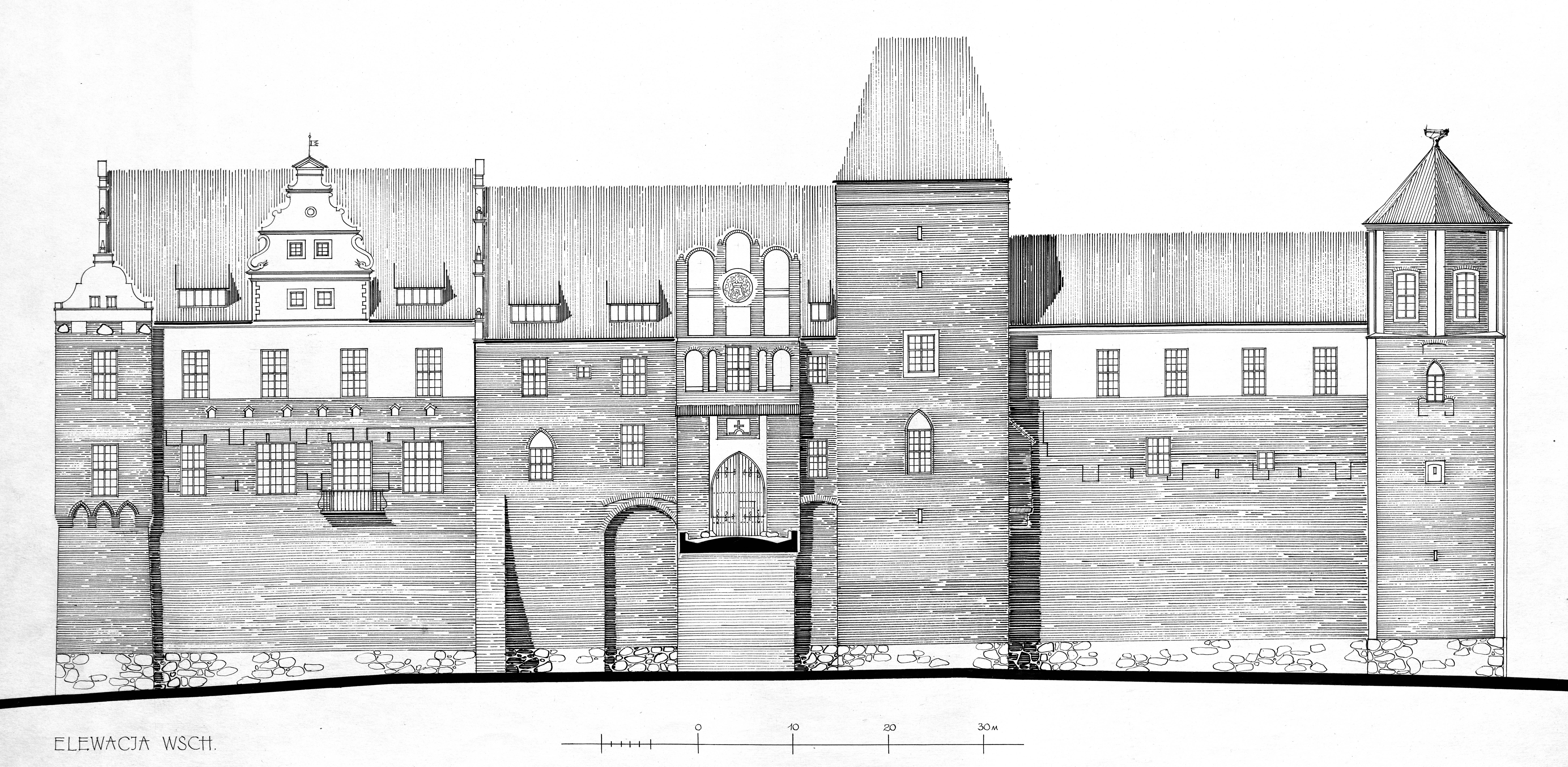

Zwischen 1570 und 1590 wurde die Burg im Stil der Renaissance umgebaut. 1653 verkaufte die Familie das Gut an den Freiherrn zu Eulenburg-Prassen, der es wiederum an den Grafen von Schlieben-Birkenfeld veräußerte. 1699 kaufte schließlich Kammerherr Ernst Sigismund Finck von Finckenstein, genannt der „reiche Schäfer“, der seit 1690 bereits die Herrschaft Deutsch-Eylau besaß, die Burg samt Grundherrschaft. Dazu gehörten etwa 9000 Hektar Grundbesitz mit den Ortschaften Sommerau, Steinersdorf, Stärkenau, Schepkau, Albrechtau und Falkenauer Krug. Im 18. Jahrhundert gehörten auch Raudnitz mit dem 1735 neu erbauten Schloss und das Gut Stradem zum Schönberger Besitz. In der Folge der Belastungen durch die napoleonischen Kriege und die Stein-Hardenbergschen Reformen zerfiel der riesige Besitz und wurde großenteils zwangsversteigert. Das Gut Schönberg mit der alten Ordensburg blieb der Familie jedoch als Fideikommiss bis 1945 erhalten.

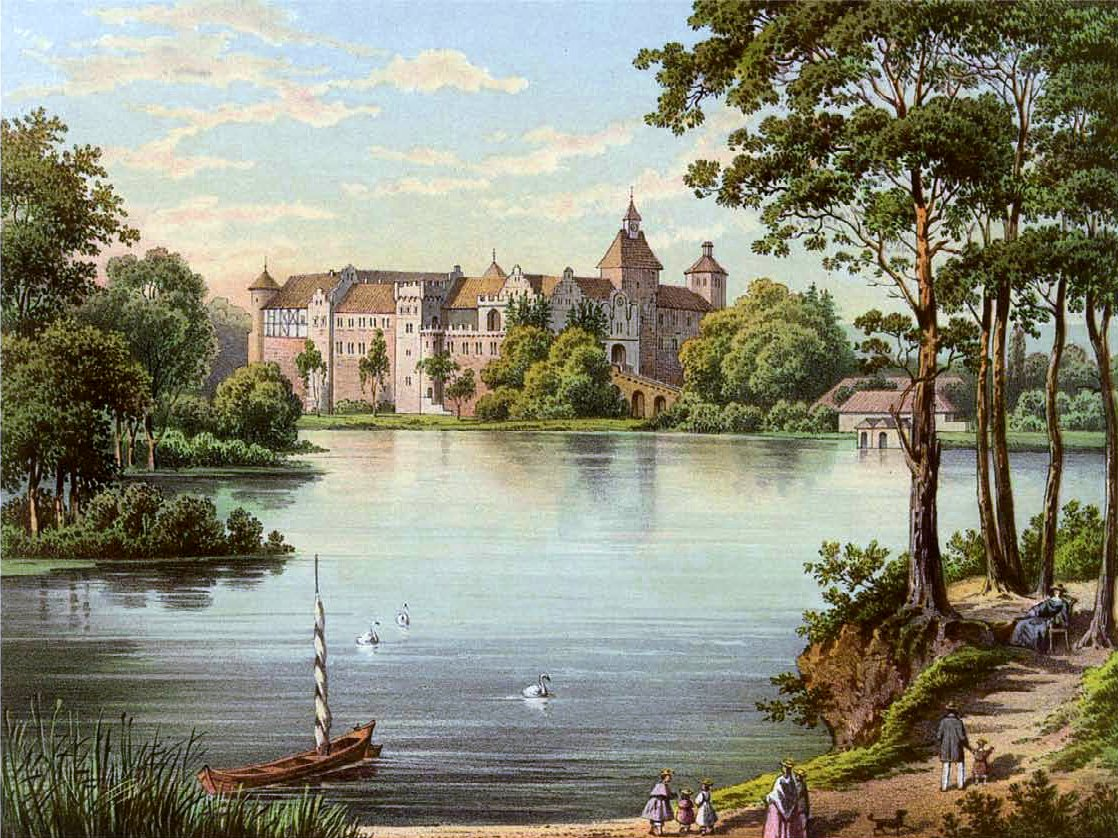
Schloss Schönberg um 1860, Sammlung Alexander Duncker

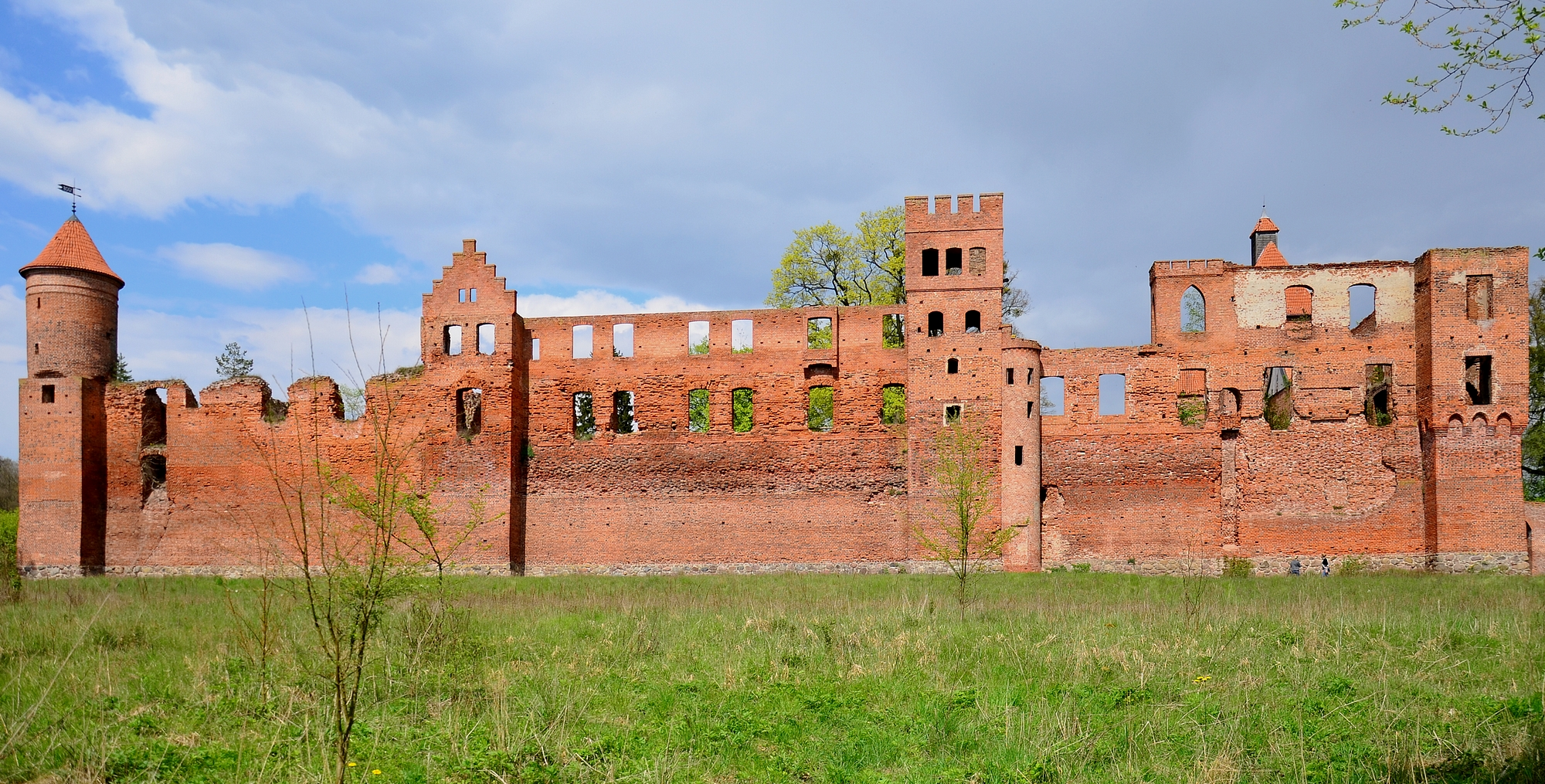
Schloss Schönberg um 2016

Im 18. Jahrhundert wurde die Ausstattung im Sinne des Barock verändert und eine Orangerie errichtet, im 19. Jahrhundert wurde die Burg in Teilen „regotisiert“ und galt als "kleine Schwester der Marienburg". Während des Zweiten Weltkriegs wurde die Burg von SS-Truppen übernommen, wonach das Gebäude von der Roten Armee in ein provisorisches Hauptquartier umgewandelt wurde. Die abziehenden sowjetischen Soldaten brannten die Burg nieder, wobei auch die Ausstattung verloren ging. In den 1960er Jahren wurden nur begrenzte Restaurierungsarbeiten durchgeführt, bei denen einige Gebäude geräumt und überdacht wurden.
1988 übernahm die Stiftung Sight of Music die Ruinen, kündigte deren Wiederaufbau an und richtete ein Zentrum für blinde Kinder ein. Aufgrund fehlender Mittel musste sie den Plan jedoch aufgeben. Danach wurde die Burg mehrfach ge- bzw. verkauft und ist heute Privateigentum. Volker Schlöndorff drehte hier den Film Der Unhold mit John Malkovich in der Hauptrolle. Seit 1997 befindet sich das Objekt in den Händen eines privaten Eigentümers. Am 7. März 2018 wurde ihm ein Gerichtsvollzieherangebot unterbreitet.